# باتريك ليونارد
باتريك ليونارد (بالإنجليزية: Patrick Leonard)‏ هو لاعب كرة قدم بريطاني (وحمل سابقاً جنسية المملكة المتحدة لبريطانيا العظمى وأيرلندا) في مركز الهجوم، ولد في 1877. لعب مع مانشستر سيتي ونادي سانت ميرين ونادي غيلينغهام وThames Ironworks F.C. ‏.